# Peter Hagendorf
Peter Hagendorf (Nedlitz, 1601/1602 – Gorzke, 4 febbraio 1679) è stato un mercenario tedesco che servì nella guerra dei trent'anni. Ha scritto un diario che fornisce una testimonianza storica unica della vita nell'esercito contemporaneo dal punto di vista di un semplice soldato.

## Contenuto

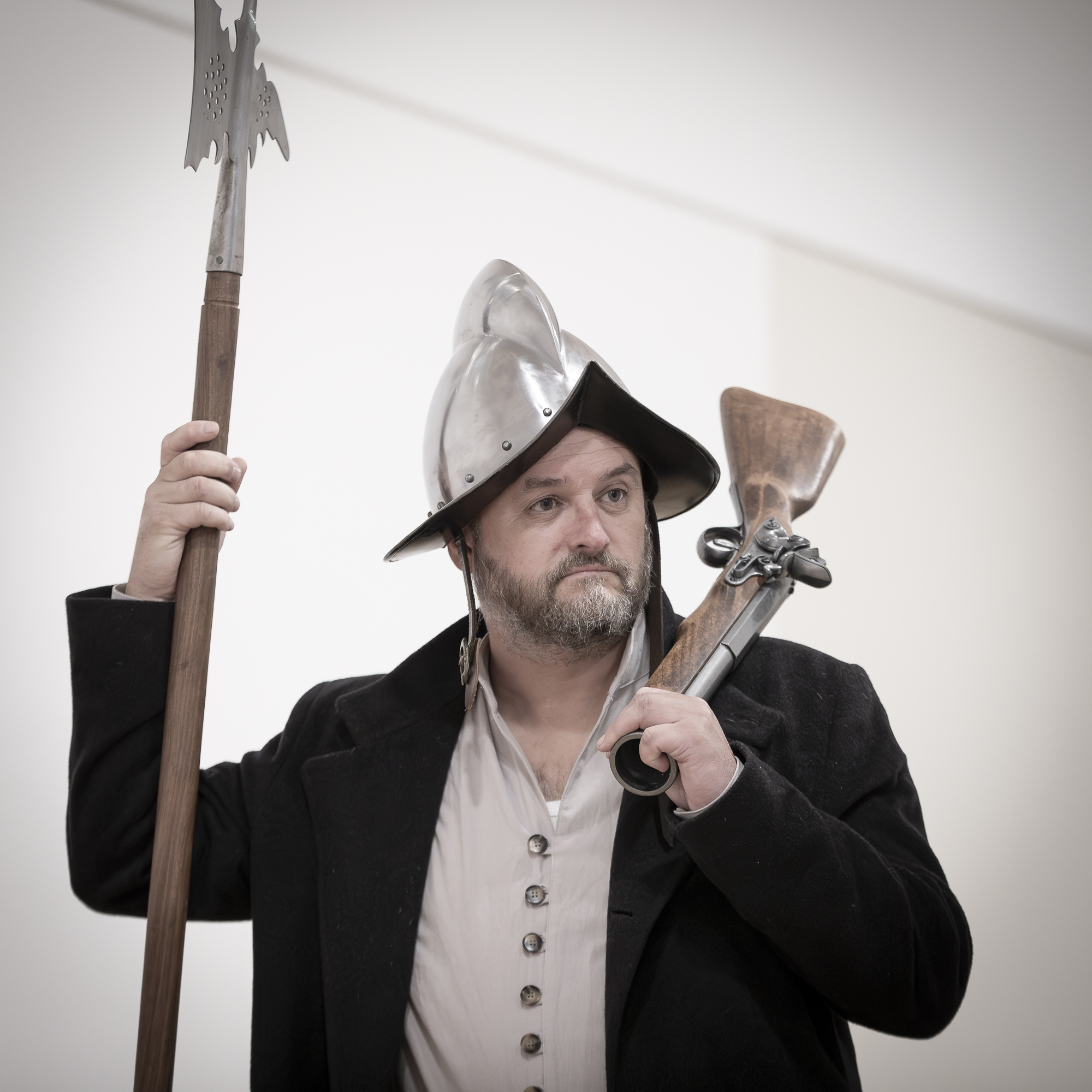
Rievocazione di un tipico mercenario della guerra dei trent'anni come Hagendorf

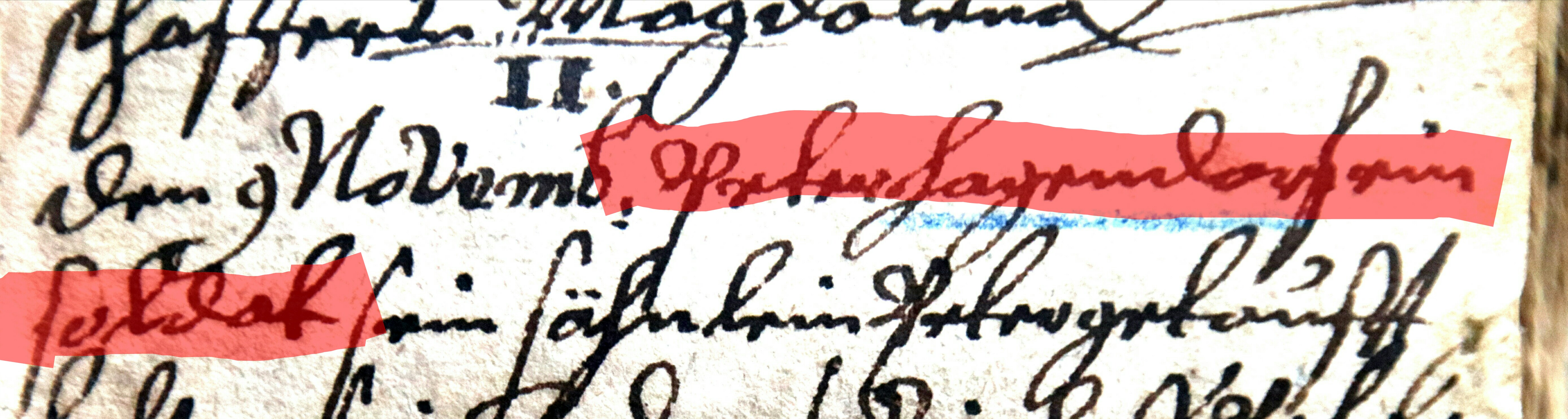
Registro parrocchiale di Görzke, dove sta scritto "Peter Hagendorf, ein Soldat (un soldato)" sottolineato in rosso

I suoi scritti sono stati trovati per caso nel 1988 nel deposito di manoscritti della Biblioteca di Stato di Berlino. La parte superstite copre un arco di 25 anni tra il 1625 e il 1649. Il libro è composto da 12 fogli di carta che l'autore ha acquistato alla fine della guerra, nel 1648, per scrivere in bella copia i suoi appunti. Le 192 pagine raccontano di un viaggio lungo 22.500 km attraverso l'Europa costellato di battaglie in Italia, Stati tedeschi, Paesi Bassi spagnoli e Francia. Prese parte al Sacco di Magdeburgo (la devastazione fu così grande che "magdeburgizzazione" divenne un termine spesso usato per indicare distruzione totale, stupro e saccheggio per decenni) e alla battaglia di Nördlingen (1634). Descrive in dettaglio una vita sull'orlo della morte che, poi colpì la sua prima moglie e sette dei suoi figli.
Il diario era anonimo. Tuttavia l'autore aveva annotato le date e i luoghi di nascita delle sue figlie e da dove proveniva sua moglie. Il diario dice che sua figlia Magreta nacque il 3 novembre 1645 a Pappenheim, e il registro ecclesiastico di quel paese è sopravvissuto alla guerra. Ha una voce che si riferisce a una certa Anna Marget, nata in quel giorno, e avente madre di nome Anna Maria (equivalente al nome di sua moglie) e Peter Hagendorf come il padre. Altre fonti supportano l'idea, ad esempio il primo registro della chiesa (1629–1635) di Engelrod (Lautertal) ha la seguente voce di battesimo: „Eichelhain, Anno 1629, August 17., Elisabeth, Peter Hagendorffs, eines Soldaten von Zerbst Döchterlein .. .“ Vicino all'origine data Zerbstesiste anche una località chiamata Hagendorf.
Sulla base degli scritti di Hagendorf, è ora noto che molte donne e bambini seguivano il treno dei bagagli, come era organizzata la divisione delle responsabilità tra uomini e donne nell'accampamento militare, come era organizzata la cura delle ferite, come venivano annunciati gli assedi e come aveva luogo il saccheggio di una città conquistata. Hagendorf ha combattuto per la maggior parte del tempo nel reggimento di Pappenheim. Il diario rimase ignoto fino a quando non fu scoperto da Jan Peters nel 1988, all'epoca un professore della Germania dell'Est.
Peter Hagendorf esprime sentimenti contrastanti nei confronti della pace di Westfalia nel 1648. Aveva praticamente perso il lavoro, il che gli imponeva di lavorare ora come guardia notturna e di intraprendere altri lavori non qualificati. Senza dare una ragione, va a prendere suo figlio dal rettore, viaggiando con la sua famiglia a nord-est attraverso Öttingen. La sua ultima posizione è Günzburg quando il diario si interrompe: mancano le ultime tre pagine.

### Dopo il 1649
La ricerca successiva si era concentrata sulla questione in cui l'autore del libro potesse aver acquisito la sua conoscenza per iscritto oltre che in latino. Oltre al Francisceum Zerbst, la regione aveva scuole a Bad Belzig e Wiesenburg. Le scuole religiose per sagrestani sono note per Grubo e Görzke poiché anche i loro pastori sono stati registrati come presidi scolastici. Durante il controllo del registro della chiesa, è stata scoperta la nota di morte di Peter Hagendorf. C'è una valida interpretazione che il mercenario stesse tornando nella sua vecchia patria dopo le guerre - secondo i registri di Görzke battezzò suo figlio Peter, il 9 novembre 1649 insieme alla sua famiglia. Più note nei registri di Görzke riportano il nome di sua moglie come "Anna Maria Hagendorf", che è coerente con il nome della sua seconda moglie nel libro del mercenario.
Inoltre, i registri civili hanno mostrato che i suoi figli sono sopravvissuti e sono nati altri quattro figli di cui due hanno raggiunto l'età adulta. Tutti si sposano, così che lungo le linee ereditarie alcuni discendenti vivono nei tempi moderni. I registri mostrano un numero di persone nella zona con il cognome Hagendorf, tuttavia il villaggio Hagendorf non aveva registrazioni di quel nome dopo il XVI secolo. Questo potrebbe essere il risultato di un'epidemia di peste tra il 1400 e il 1610 in cui la maggior parte degli abitanti si trasferì a Grubo. Grubo fu abbandonato intorno al 1640, con gli abitanti del villaggio che si trasferirono a Görzke. Da quella storia insieme alle voci della madrina e del padrino di Anna e di suo padre Martin Hagendorf, c'è una teoria secondo cui Peter aveva dei parenti a Görzke al ritorno. Potrebbe anche spiegare come sia diventato sindaco già nel 1650,
Mentre Nedlitz fa parte del principato di Anhalt, accade che Görzke faccia parte dei domini prussiani del Brandeburgo. Entrambi i villaggi distano circa 20 km l'uno dall'altro, Görzke si trova a nord-est. Il rettore locale e amante dei libri Gottlieb Ernst Schmid (1727–1814) aveva messo insieme una grande biblioteca per tutta la sua vita. Fu donato alla biblioteca statale prussiana di Berlino nel 1803 con il diario che ne faceva parte. Fu trovato lì nel 1988 da Jan Peters che ne riconobbe l'importanza per la scienza della storia. La fama è cresciuta nel corso degli anni, fino a un documentario televisivo nel 2011 in cui Peter Hagendorf è stato ritratto in Der Dreißigjährige Kriege (Teil 1) - Von Feldherren, Söldnern und Karrieristen .